# Mark V

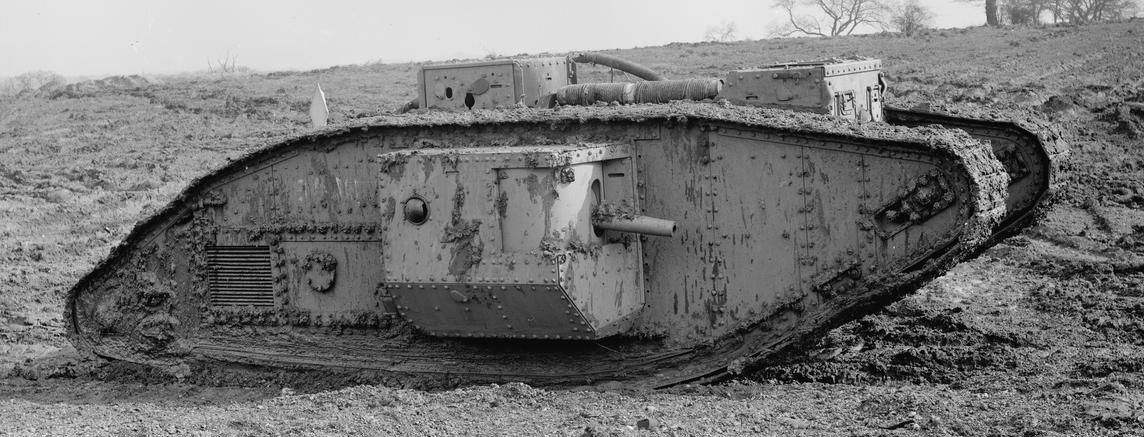
Mark V

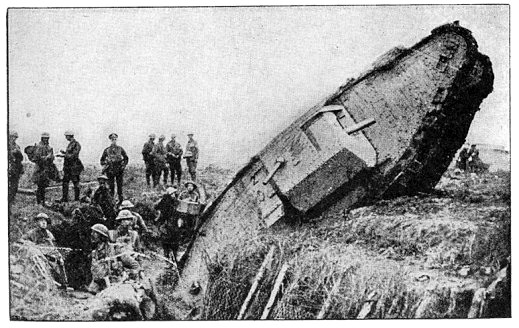

Mark V a fost un tanc britanic din Primul Război Mondial, acest model putea să depășească obstacole mari și tranșee late. Acest lucru era necesar pentru că Linia Hindenburg existau șanțuri de 3,5 m lățime pentru a opri tancurile britanice. Avea o traversă pe acoperiș care-l ajuta să iasă din tranșee noroioase. Datorită lungimii lui, pentru a vira tancul avea nevoie de mult spațiu, curba descrisă era foarte mare. În timpul războiului s-au construit cinci tipuri ușor diferite de Mark V.

### Date Construcție
Greutate: mascul=29t, femelă=28t
Lungime: 8,5 m
Lățime: mascul=4,11 m, femelă=3,20
Înălțime: 2,64 m
Viteză: 8-10 km/h